# Strada statale 536 di Acquaro
La ex strada statale 536 di Acquaro (SS 536), ora strada provinciale ex SS 536 di Acquaro (SP ex SS 536) in provincia di Vibo Valentia, e strada provinciale 4 Inn. SS 111 (Taurianova)-Confine provincia (Dinami) (SP 4) in provincia di Reggio Calabria, è una strada provinciale italiana il cui percorso si sviluppa in Calabria.

## Percorso
La strada ha inizio in località Sant'Angelo di Gerocarne, distaccandosi dalla strada statale 182 delle Serre Calabre. Presenta subito un percorso alquanto tortuoso, ricco di curve, che ne rende particolarmente lungo il tempo di percorrenza.
Lungo il suo tragitto attraversa diversi centri abitati tra cui Dasà e Acquaro nella provincia di Vibo Valentia. Entrata nella provincia di Reggio Calabria, la strada tocca le località di Dinami, San Pietro di Caridà, Serrata, Candidoni e Laureana di Borrello. Il tracciato prosegue quindi lambendo il centro abitato di Feroleto della Chiesa e superando il fiume Metramo, per poi attraversare il centro abitato di Maropati.
A questo punto incrocia la strada statale 682 Jonio-Tirreno, poco prima di raggiungere Cinquefrondi e, di seguito, segue il tracciato della circonvallazione di Polistena, opera realizzata per diminuire l'intenso traffico cittadino. Il percorso si fa finalmente lineare e raggiunge il centro abitato di Taurianova dove si innesta sulla ex strada statale 111 di Gioia Tauro e Locri e l'omonima diramazione.
In seguito al decreto legislativo n. 112 del 1998, dal 2002 la gestione è passata dall'ANAS alla Regione Calabria, che ha provveduto al trasferimento dell'infrastruttura al demanio della Provincia di Vibo Valentia e della Provincia di Reggio Calabria per le tratte territorialmente competenti.
Il tratto tra Laureana di Borrello e Plaesano è interrotto dal 2 novembre 2010 a causa di una frana e tuttora non si prospetta una riapertura.